# ブデロビブリオ
ブデロビブリオ属（Bdellovibrio）は、グラム陰性偏性好気性細菌の属 である。他のグラム陰性菌の内部に侵入し、細胞質を捕食することで増殖する特徴がある。
学名は、ヒルの様なビブリオ菌と言う意味を持つ。これはギリシャ語でヒル、吸盤を意味するΒδελλα（ブデッラ）と、ラテン語で振動するを意味するVibro（ウィブロー）から派生している。
Bdellovibrioの直接の音写はブデッロウィブリオー、英語読みの音写はデロビブリオに近い。

## 分布と増殖条件
デロビブリオは川の水または土壌で見られ、他の細菌のペリプラズム空間内で生活している。ブデロビブリオの培養には、NB/500（500倍希釈した栄養培地）を用い、大腸菌を含む柔らかい寒天と混合し、30 °Cで1週間培養する。

## 形態
顕微鏡で観察すると、ブデロビブリオは僅かにねじれた形をした運動性の桿菌で、幅0.3-0.5 µm、長さ0.5-1.4 µm、観察しづらいが一本の鞭毛をもつ。大腸菌を溶菌していくので、菌叢中に植菌されたブデロビブリオのコロニーは、透明なプラークとして観察される。 
寄生と捕食に次いでこの属を特徴付けるものに、鞘に覆われた鞭毛がある。これは細菌においては珍しい特徴である。鞭毛の運動はブデロビブリオが餌に侵入すると止まる。その後鞭毛は抜けることもあり、餌の細胞の外膜から飛び出していることもある。

## 生活環と寄生

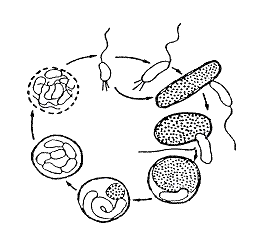
デロビブリオの生活環

ブデロビブリオは、他のグラム陰性細菌に衝突して攻撃する。その速さは、一秒間に体長の100倍以上（160 µm/s）が記録されている。それは、一本の鞘に包まれた極鞭毛を使って特徴的なdampened filament 波形で泳ぐ。衝突後、ブデロビブリオ細胞は餌細胞の外膜とペプチドグリカンに吸着し、その後外膜に小さな穴を開ける。デロビブリオ細胞はそれから宿主のペリプラズム空間に侵入する。侵入後、短い識別期があり、この間吸着は可逆的である。識別期後、ブデロビブリオは鞭毛の反対側の穴を介して不可逆的に吸着する。
ペリプラズムに侵入すると、ブデロビブリオ細胞はその膜の穴を塞ぎ、宿主細胞をスフェロプラストに変える。加水分解酵素の混合液が標的に対し局所的に使用され、餌への過剰な損傷を防ぐとともに、拡散にも対処している。こうしてできた2つの細胞の複合体はブデロプラストと呼ばれる。ブデロビブリオ細胞は加水分解酵素を使って宿主細胞の分子を分解し、分解産物を使って細胞は伸長し、フィラメント状になる。
宿主細胞の栄養が使い果たされると、そのフィラメント状の細胞は分裂し、ブデロビブリオの子供ができる。その子供は宿主細胞を溶菌させる頃には運動性を持ち、環境に放たれる。生活環全体で1から3時間かかり、一つの大腸菌から平均3-6の新しい細胞ができる。フィラメント状の大腸菌のような大きな餌の場合、80もの新しい細胞ができる。 
Bdellovibrio bacteriovorusは、StolpとStarrによって1963年に初めて記述された。かつて、Bdellovibrio starriiとBdellovibrio stolpiiの2種もブデロビブリオとされていたが、2000年に同じブデロビブリオ目のBacteriovoraxに移され、B. stolpiiは2004年に更にPeredibacterに移された。ブデロビブリオ目は6～7属が知られているが、これらの菌も同様にグラム陰性菌を捕食する性質がある。